# Pristimantis truebae
Pristimantis truebae é uma espécie de anfíbio  da família Craugastoridae.
É endémica do Equador.
Os seus habitats naturais são: regiões subtropicais ou tropicais húmidas de alta altitude, matagal tropical ou subtropical de alta altitude e campos de altitude subtropicais ou tropicais.
Está ameaçada por perda de habitat.